# Уилли, Гордон
Профессор Гордон Рэндольф Уилли (англ. Gordon Randolph Willey; 7 марта 1913, Черитон, Айова — 28 апреля 2002, Кембридж (Массачусетс)) — американский археолог, известный своими полевыми исследованиями доколумбовых культур в Южной, Центральной Америке и на Юго-Востоке США. Считается одной из ведущих фигур в археологии XX века. Уилли оказал большое влияние на терминологию, методологию и практику археологии Американского континента.
Член Американского философского общества (1984).

## Биография
Родился в г. Черитон, штат Айова. Когда ему было 12 лет, семья переехала в штат Калифорния, и он окончил среднюю школу в городе Лонг-Бич. Получил в 1935 г. степень бакалавра, а в 1936 г. — магистра в Аризонском университете по антропологии. По завершении магистерской программы в Аризоне Уилли переехал в г. Мейкон (Джорджия) и занимался полевыми работами под руководством Артура Келли.
В Джорджии в сотрудничестве с Джеймсом Фордом Уилли участвовал в исследованиях по применению и уточнению керамической стратиграфии. Раскапывал археологический памятник Касита. В 1938 году Уилли опубликовал статью «Изучение времени: керамика и деревья в Джорджии» («Time Studies: Pottery and Trees in Georgia»). В начале 1939 г. Уилли работал при раскопках индейского памятника Ламар около г. Мейкон и установил родство между ламарской культурой и культурами памятников Свифт-Крик и Нэпир (северная Джорджия). Осенью 1939 года Уилли отправился в Колумбию, где начал сбор материалов по своей докторской диссертации. Защитив диссертацию, Уилли работал в должности антрополога в Смитсоновском институте в Вашингтоне, затем преподавал в Гарварде.
Проводил археологические раскопки в Перу, Панаме, Никарагуа, Белизе и Гондурасе.
Важной заслугой Гордона Уилли является изучение характерных планировок древних поселений. Его работы стали одной из основ метода «процессуальной археологии», который предложил в 1960-е гг. Льюис Бинфорд.
Член-корреспондент Британской академии (1971).
Почётный доктор университетов Аризоны и Кембриджа.